# Ross Stewart
Ross Stewart (* 1976) ist ein irischer Künstler, Animator, Artdirector und Filmregisseur.

## Leben
Ross Stewart wuchs mit Tomm Moore im irischen Kilkenny auf. Die beiden Kindheitsfreunde verband das gemeinsame Hobby des Malens und Illustrierens. Die beiden lieferten sich Wettkämpfe, unter anderem wer den besten Batman zeichnen konnte. Die beiden Freunde besuchten gemeinsam das Ballyfermot College in Dublin in den 1990ern und gründeten das Animationsstudio Cartoon Saloon. Ihre erste große gemeinsame Arbeit war der Langfilm Das Geheimnis von Kells, das auf dem Book of Kells basiert. Stewart übernahm seinen Zeichenstil als Artdirector direkt von einer Originalausgabe, die sie sich vom Trinity College Dublin ausliehen.
Stewart arbeitete danach als Concept Artist am Film ParaNorman von Chris Butler und Sam Fell. Dafür wurde er für den Annie Award nominiert.
2020 gab er sein Regiedebüt mit dem Animationsfilm Wolfwalkers. Zusammen mit Tomm Moore wurde er bei der Oscarverleihung 2021 in der Kategorie Bester animierter Spielfilm nominiert. Der Film ist außerdem für einen BAFTA Award und zwei Annie Awards nominiert.
Neben seiner Arbeit als Animator und Artdesigner ist er auch als Maler aktiv mit einer Reihe von Solo- und Gruppenausstellungen seit 2000. Seine Kunst ist halbabstrakt und basiert auf Mischtechnik.

## Filmografie
- 2004: Cúilín Dualach (Kurzfilm) (Artdirector)
- 2009: Das Geheimnis von Kells (The Secret of Kells) (Artdirector)
- 2012: ParaNorman (Concept Artist)
- 2014: Die Melodie des Meeres (Song of the Sea) (Concept Artist)
- 2014: The Prophet (Episodenregie)
- 2020: Wolfwalkers (Regie/Artdirector/Drehbuch)

## Ausstellungen

### Einzelausstellungen
- 2011: Steel Bridges, Bog Bodies: The Linenhall Arts Centre, Castlebar
- 2008: Stained Earth, Strong Ground :The Battletown Gallery, Newtownards
- 2008: Sound off: Kilkenny Arts Festival, The Parade, Kilkenny.
- 2007: …Pause, Compose…,  The Design Centre, Kilkenny.
- 2006: Line, Colour and Earth:  Courthouse Arts Centre, Tinahely, Co. Wicklow
- 2005: These are for people!: Kilkenny County Hall
- 2005; Stormont Gallery, Belfast
- 2005: Return to Archaic Form: Bank of Ireland Arts Centre
- 2004: Constuction Continued: Excel Gallery, Tipperary
- 2004: Construction on the Horizon:  Kilkenny Castle, Kilkenny
- 2002: Footsteps: Rothe House, Kilkenny
- 2000: New Paintings: Frameworks Gallery, Kilkenny

### Gruppenausstellungen
- 2015: Royal Hibernian Academy Open Exhibition, Dublin
- 2015: Case’15, Lavit Gallery
- 2015: Origin Gallery End of Year Exhibition, Origin Gallery, Dublin
- 2005: Cill Rialaig Arts Centre Summer Show, Cill Rialaig, Kerry
- 2011: Form a Line, mit Andew Ludick für das Kilkenny Arts Festival, Castle Yard Studio, Design Centre, Kilkenny
- 2011: Drawing the Line, Urban Retreat Gallery, Dublin
- 2011: Cill Rialaig Group Show, Ballinskelligs
- 2010: Clancy Brothers Cultural Legacy, Exhibition, Dungarvan
- 2009: Royal Ulster Academy Annual Exhibition
- 2009: Case’09, The Lavit Gallery, Cork
- 2009: Tipperary Arts Centre, Clonmel
- 2009: Estate Yard ’09, Design Centre & Castlecomer Estate Yard
- 2009: William Street Gallery, Kilkenny
- 2009: The Powerscourt Gallery, Dublin
- 2009: Joan Clancy Gallery, Waterford
- 2009: The Battletown Gallery, Newtownards
- 2009: Russell Gallery, Co Clare
- 2008: Royal Ulster Academy Annual Exhibition
- 2008: Butler House, Kilkenny
- 2008: Estate Yard ’08, Castlecomer Estate Yard
- 2008: 2 -3 James Street, Kilkenny
- 2008: Mermaid Greenstar Open Submission, Bray
- 2008: Éigse open submission, Carlow
- 2008: Joan Clancy Gallery, Waterford
- 2008: The Battletown Gallery, Newtownards
- 2008: Artforms Gallery, Carlow
- 2008: Russell Gallery, Co Clare
- 2007: Mermaid Arts Centre, Bray
- 2007: Hazel Williams Gallery, Kilkenny
- 2007: The Battletown Gallery, Newtownards
- 2007: Castlecomer Estate Yard, Co. Kilkenny
- 2007: Art Dublin 2007, BT2, Dublin
- 2006: The Battletown Gallery, Newtownards
- 2006: The Blackbird Gallery, Kilkenny
- 2006: Schull Gallery, Co. Cork
- 2005: Lavit Gallery, Cork
- 2005: Kilkenny Art Gallery, Kilkenny
- 2005: ‘Seomra 5’, Castle Yard, Kilkenny
- 2005:  Art Exposure, Glasgow
- 2005: ‘Eigse’ open submission, Carlow
- 2004: Wicklow County Buildings, Wicklow
- 2003:  ‘Living Arts Festival’, Kilkenny
- 2003: ‘Unseen Voices’ Tig Fili, Cork
- 2003: ‘Seomra4’ Upstairs Gallery, 93, High st., Kilkenny
- 2002: ‘Five Years On’ County Hall, Kilkenny
- 2002: ‘Seomra4’ Vicar st., Kilkenny
- 1999: Upstairs Gallery, 93, High st., Kilkenny